# Hawaii-Akepakleidervogel
Der Hawaii-Akepakleidervogel (Loxops coccineus) ist eine sehr seltene, möglicherweise bereits ausgestorbene Art aus der Gattung der Kleidervögel.

## Aussehen
Der zehn bis zwölf Zentimeter große Vogel hat einen kurzen grauen, kegelförmigen Schnabel. Das Gefieder der Männchen ist an Bauchunterseite und am Kopf rot gefärbt. Der Rücken und die Beine sind braun. Die Weibchen verfügen über ein mattes graugrünes Gefieder mit einer leichten gelborangen Tönung im Brustbereich.

## Lebensweise und Lebensraum
Er bewohnt die Gebirgswälder der Insel Hawaii. Dort sucht er an alten Bäumen nach Insekten und Spinnen, aber auch Pflanzennektar verschmäht er nicht.

## Brut
Das Nest, in welches das Weibchen bis zu drei Eier legt, wird in einer Höhle in alten morschen Bäumen der Inselvegetation gebaut.
Die Brutdauer der Art beträgt 14–16 Tage, danach verbringen die Jungen noch bis drei Wochen im Nest. Beide Elterntiere versorgen die Brut, vor allem mit Insekten.

## Gefährdung und Schutzmaßnahmen
Die Art ist aufgrund der Zerstörung ihres Lebensraumes, durch Stechmücken übertragene Krankheiten, durch eingeführte Wildschweine, Mungos, Wespen, Ameisen sowie Konkurrenz durch den Japan-Brillenvogel (Zosterops japonicus) bedroht. Der Gesamtbestand wurde im Jahr 2000 auf ca. 14.000 Individuen geschätzt. Zum Schutz der Art werden die Neobiota stark bejagt, Wiederanpflanzungen einheimischer Arten wie der Koa-Akazie sowie das Aufstellen von Nistkästen unternommen.
Zwei Unterarten sind ausgestorben: L. coccineus wolstenholmei von Oʻahu, letzte Sichtung 1930 und L. coccineus ochraceus von Maui, zuletzt gesichtet 1988.